# St. Luziuskirche (Chur)

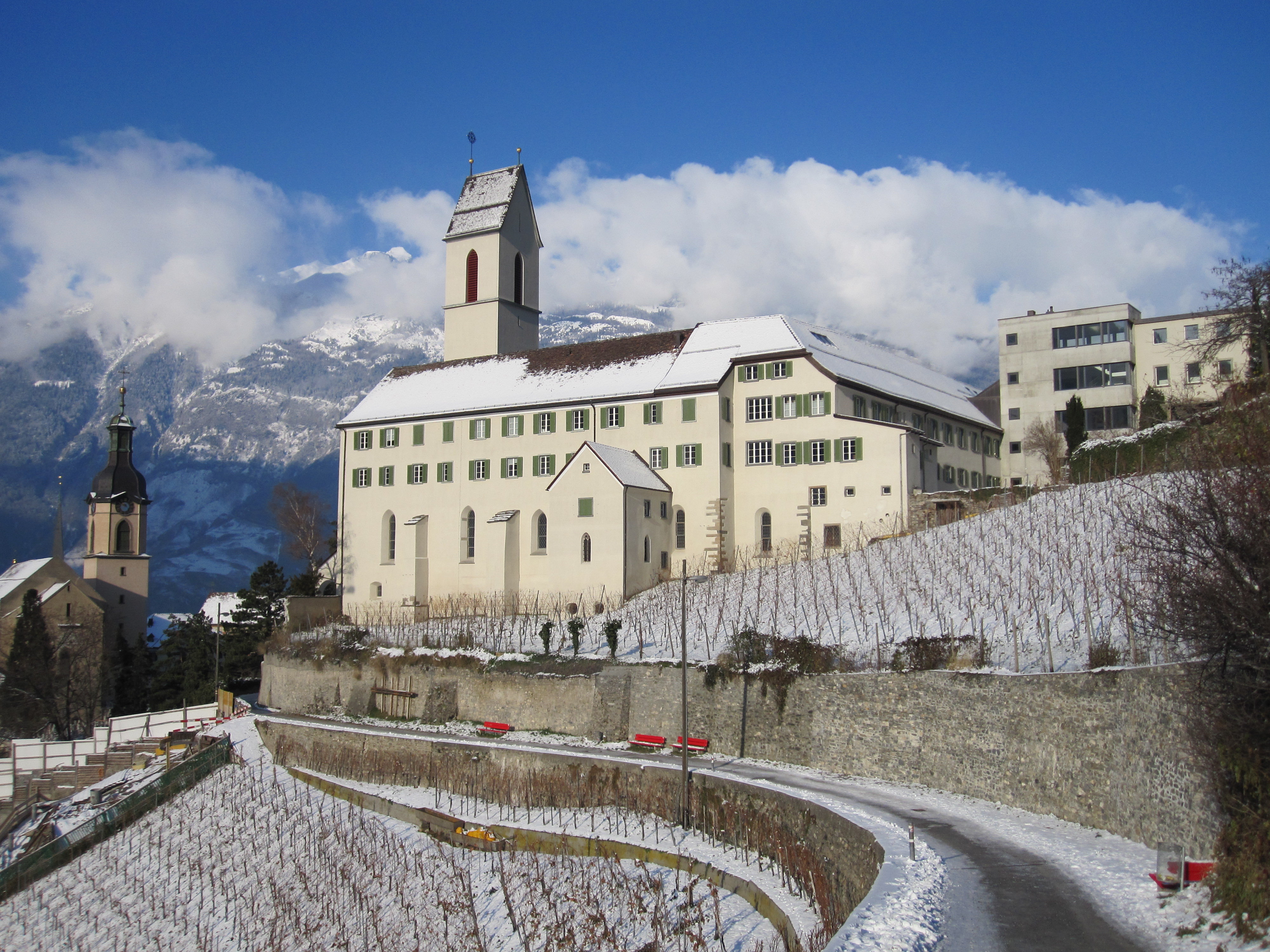
Die St. Luziuskirche an der Alten Schanfiggerstrasse, links die Kathedrale, rechts die Bündner Kantonsschule

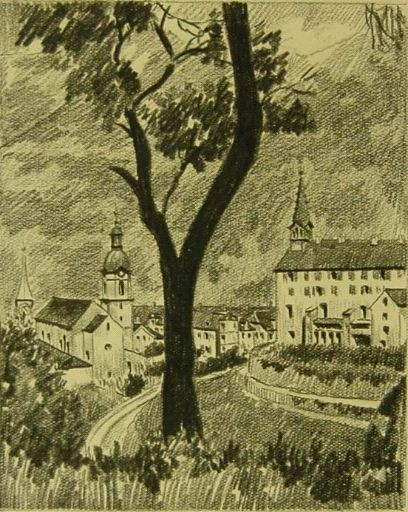
Chur mit der St. Luziuskirche rechts im Bild (Kohle auf Papier); vor 1937, erkennbar am alten Chorturm

Die St. Luziuskirche (nicht zu verwechseln mit der nahegelegenen St. Luziuskapelle am Mittenberg) im Bündner Hauptort Chur liegt an der Alten Schanfiggerstrasse. Sie ist Teil des Gebäudekomplexes des Priesterseminars St. Luzi und der Theologischen Hochschule Chur. 
Die Kirche wird geführt in der Liste der Kulturgüter von nationaler Bedeutung im Kanton Graubünden. 

## Geschichte
Die Kirche wurde um das Jahr 730 unter dem Patrozinium des Luzius von Chur als ein karolingischer Bau mit drei Apsiden errichtet.
1140 wurde der Sakralbau den Prämonstratensern übertragen und in der Folgezeit im Stil der Romanik umgebaut und vergrössert. Die Weihe erfolgte 1295.
Um 1500 wurde das Kirchenschiff nach dem architektonischen und liturgischen Verständnis der Spätgotik neugestaltet.
1811 brannte mit der Kirche auch der Turm über dem Chor ab. Ein doppelgeschossiger Überbau über der neuerrichteten Kirche wurde erstellt und diente für Räumlichkeiten des Priesterseminars. 1937 erst erhielt die Kirche einen neuen Chorturm.
Walter Sulser leitete 1951/1952 umfangreiche Restaurierungsarbeiten.

## Ausstattung
Die Kirche stellt sich als Langhaus und Saalkirche dar. Romanische Bausubstanz ist im Osten des Gebäudes noch erhalten, ansonsten entstammt das Mauerwerk der Epoche des spätgotischen Neubaus.
In der Kirche dominiert ein geschnitzter spätgotischer Altar, heterogen zusammengesetzt aus unterschiedlichen Bauschulen und -stilen.
Vor der Kirche ist eine Glocke von 1789 ausgestellt. Glockengiesser war Ludwig Keiser.

### Orgel
Die Orgel wurde 1966 von dem Orgelbau Mathis (Näfels) erbaut. Das Schleifladen-Instrument hat 29 Register auf drei Manualen und Pedal. Die Spiel- und Registertrakturen sind mechanisch.
| I Rückpositiv C–g3 |                 |       |
| 1.                 | Gedackt         | 8′    |
| 2.                 | Principal       | 4′    |
| 3.                 | Rohrflöte       | 4′    |
| 4.                 | Sesquialtera II | 2 ⁄3′ |
| 5.                 | Feldflöte       | 2′    |
| 6.                 | Scharf III-IV   | 1′    |
| 7.                 | Krummhorn       | 8′    |

| II Hauptwerk C–g3 |             |     |
| 8.                | Quintade    | 16′ |
| 9.                | Principal   | 8′  |
| 10.               | Koppelflöte | 8′  |
| 11.               | Octave      | 4′  |
| 12.               | Hohlflöte   | 4′  |
| 13.               | Octave      | 2′  |
| 14.               | Mixtur IV   |     |
| 15.               | Trompete    | 8′  |

| III Brustwerk C–g3 |               |       |
| 16.                | Copula maior  | 8′    |
| 17.                | Copula minor  | 4′    |
| 18.                | Principal     | 2′    |
| 19.                | Quinte        | 1 ⁄3′ |
| 20.                | Cymbel III-IV | 1⁄2′  |
| 21.                | Regal         | 16′   |
| 22.                | Vox humana    | 8′    |
|                    | Tremulant     |       |

| Pedal C–f1 |            |       |
| 23.        | Subbass    | 16′   |
| 24.        | Principal  | 8′    |
| 25.        | Rohrpommer | 8′    |
| 26.        | Octave     | 4′    |
| 27.        | Mixtur IV  | 2 ⁄3′ |
| 28.        | Dulcian    | 16′   |
| 29.        | Zinke      | 8′    |

- Koppeln: I/II, III/II, II/P

### Krypta
Sehenswert ist die 1991 renovierte Krypta, die aus einer Vorkrypta und einem polygonalen Ringstollen dahinter besteht. Unter dem dreischiffigen spätromanischen Hochchor erreicht der Besucher eine dreifach zum Kirchenschiff offene, romanische Hallenkrypta von 1150, die einer karolingischen Ringkrypta aus der ersten Hälfte des achten Jahrhunderts vorgelagert ist.

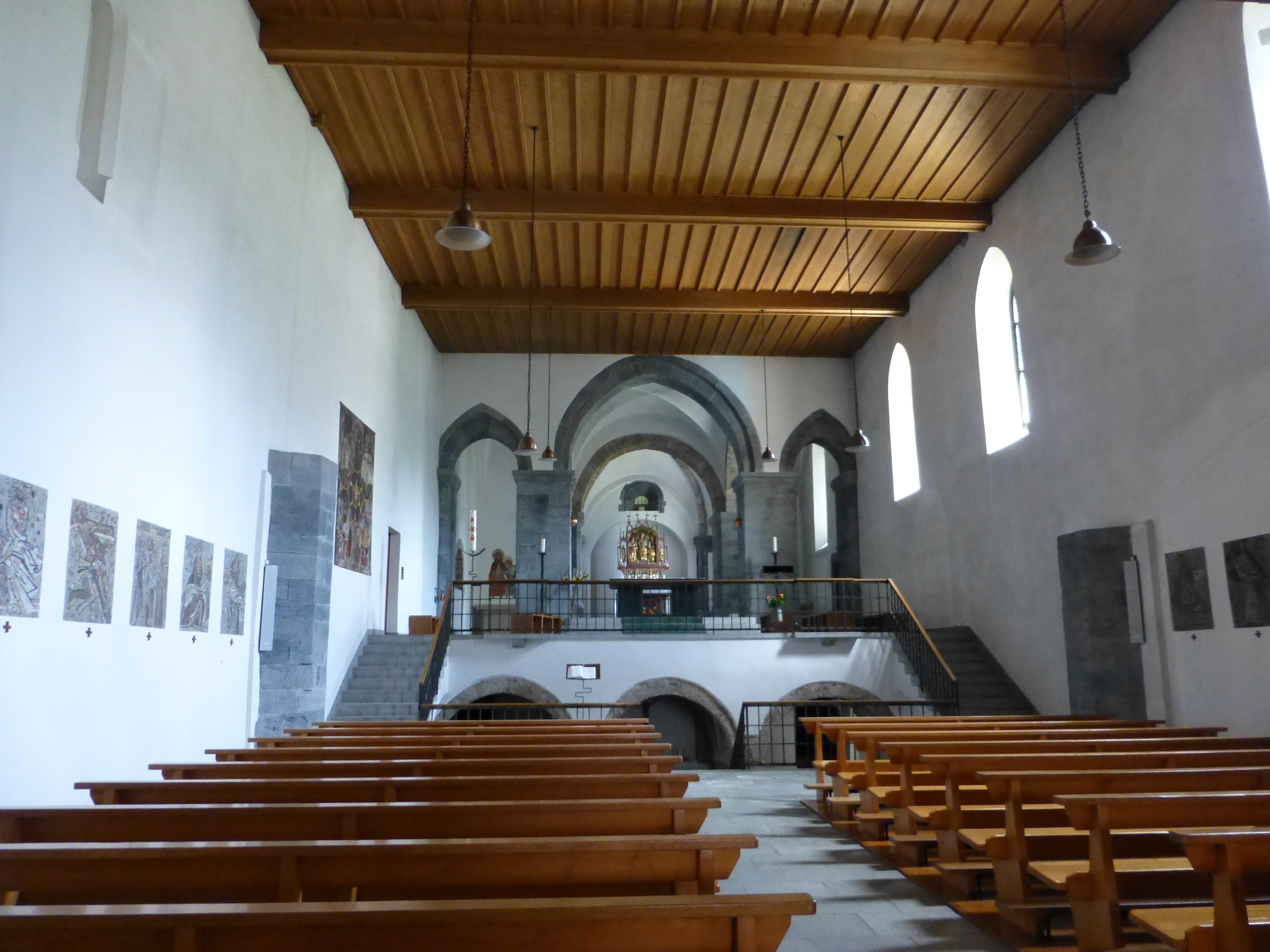
Innenraum: Hochchor
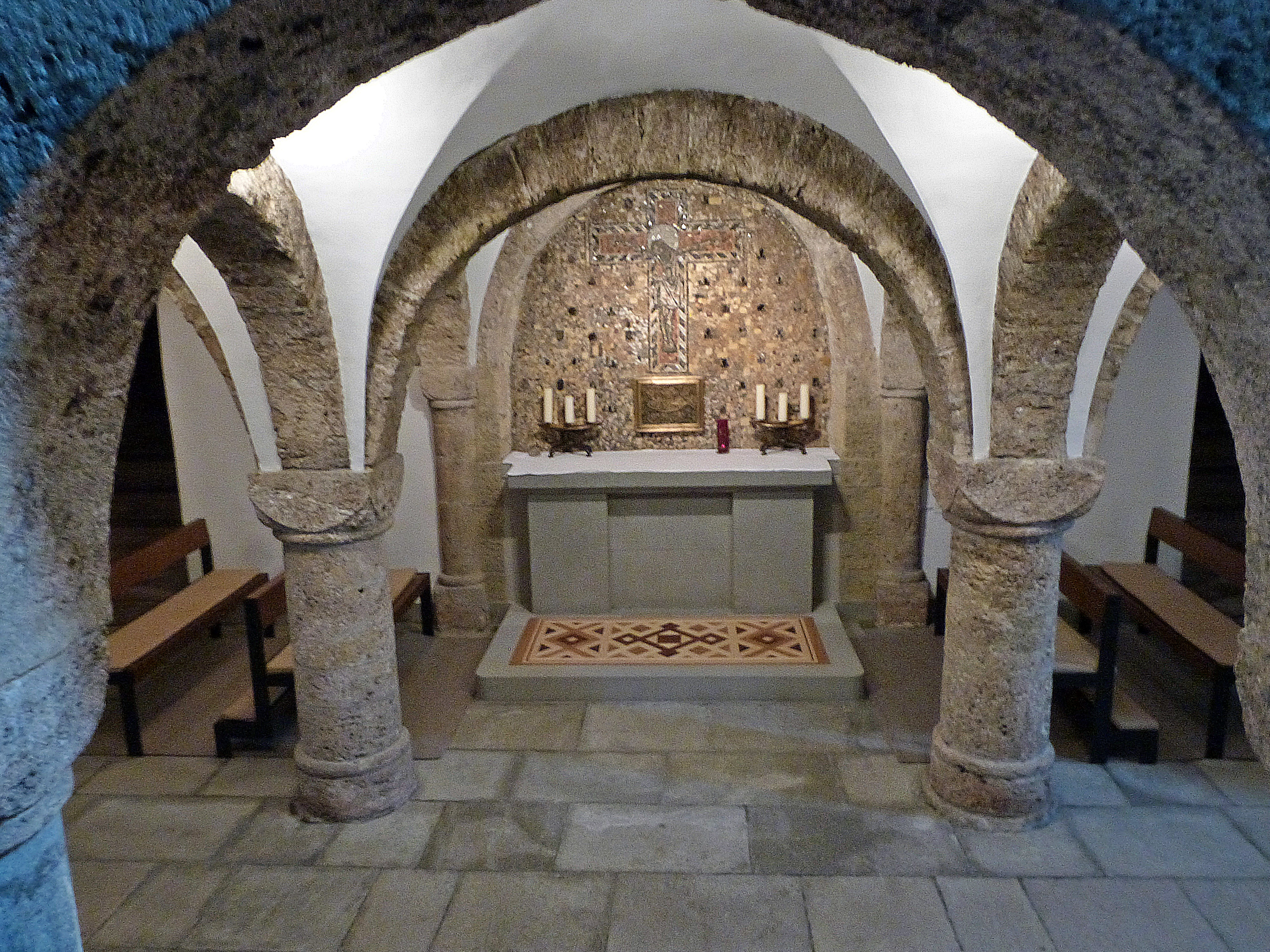
Hallenkrypta
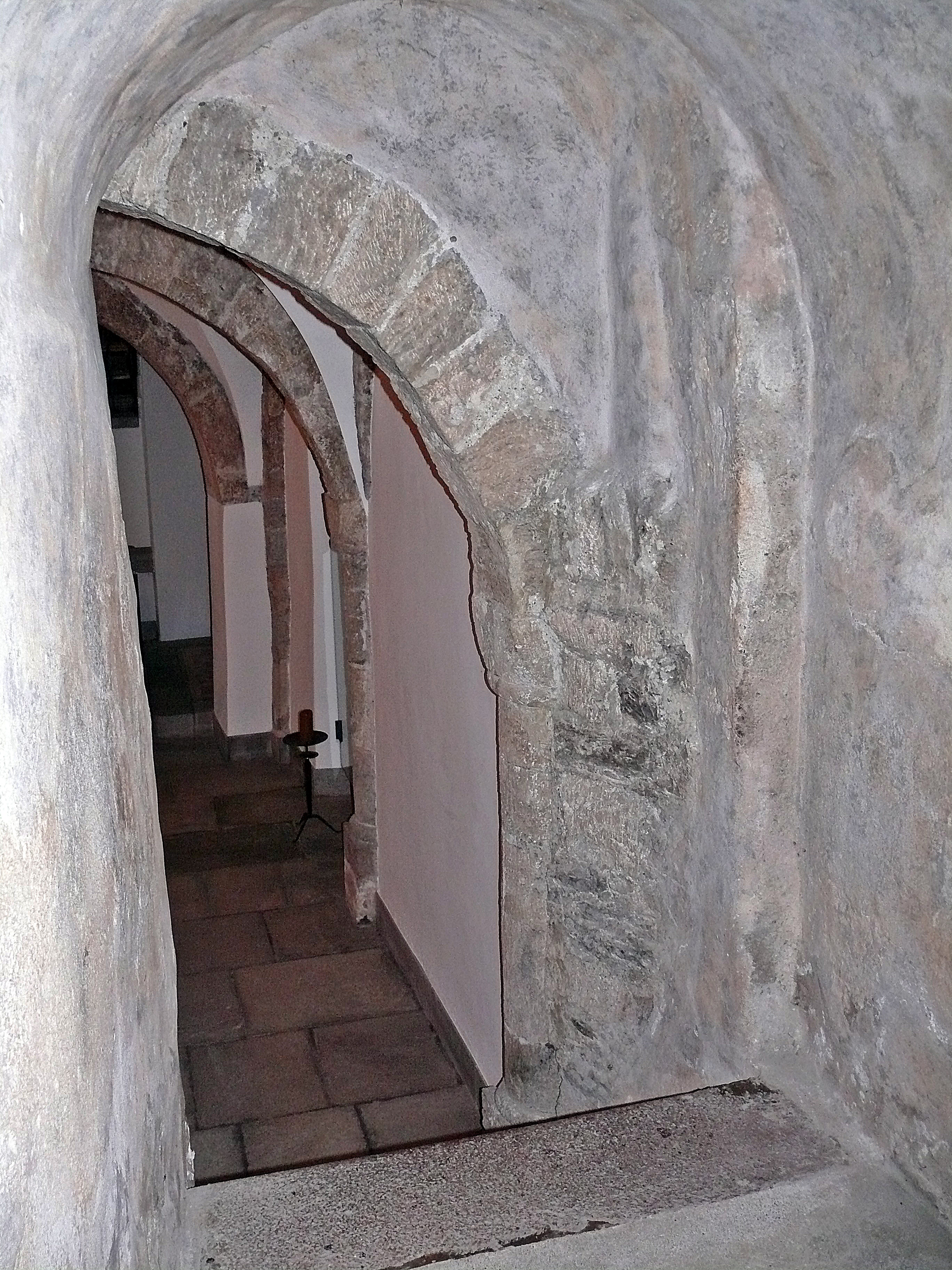
Ringkrypta
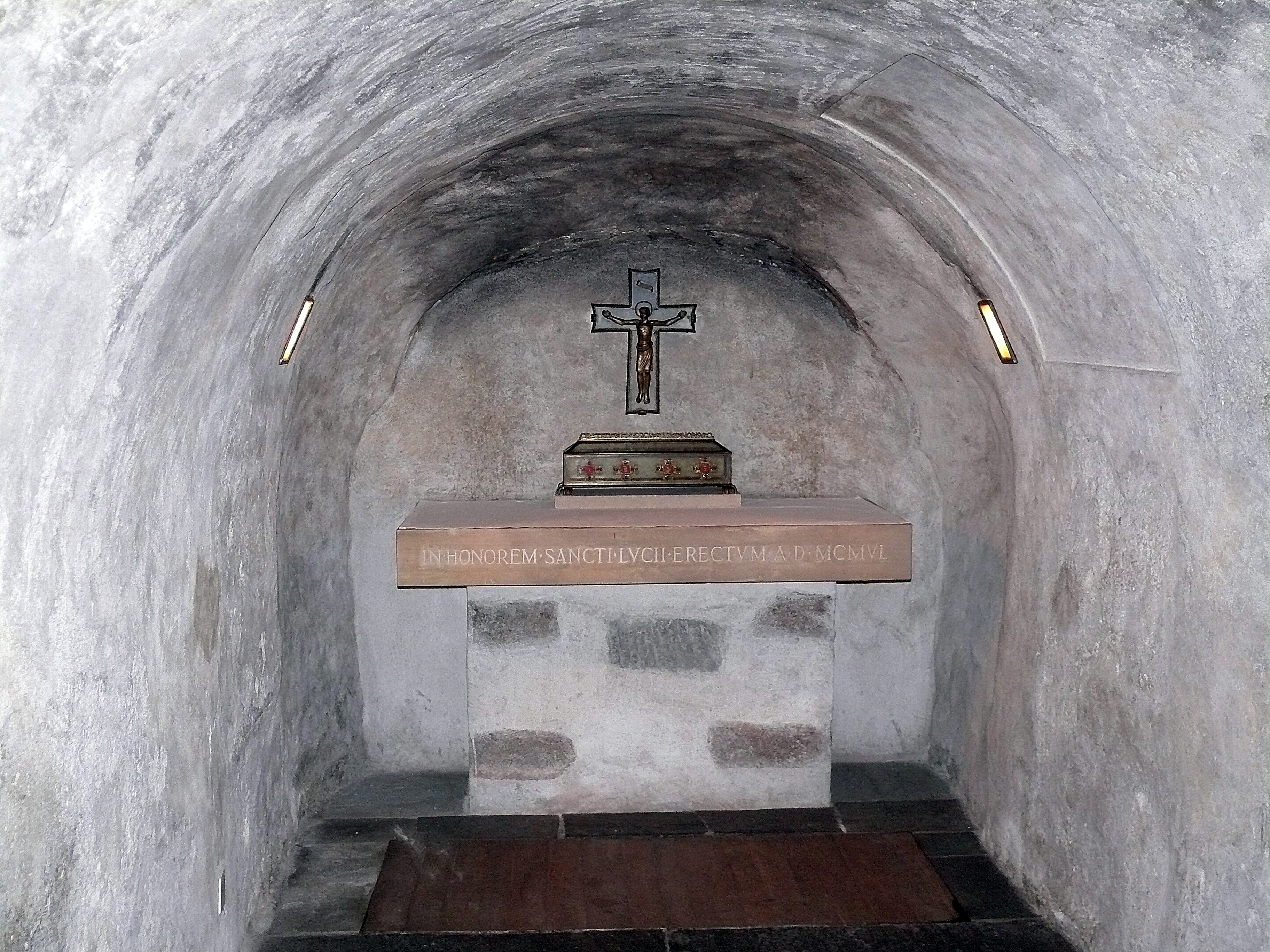
Heiligengrab